# Monster Movie (캔의 음반)
| 전문가 평가                   | 전문가 평가    |
| 평가 점수                     | 평가 점수      |
| 출처                          | 점수           |
| ----------------------------- | -------------- |
| AllMusic                      | [ 2 ]          |
| BBC                           | very favorable |
| Encyclopedia of Popular Music | [ 4 ]          |
| The Great Rock Discography    | 7/10           |
| Pitchfork                     | 8.7/10         |
| Rolling Stone                 | [ 7 ]          |
| Spectrum Culture              | 5/5            |
| Spin Alternative Record Guide | 7/10           |
| Stylus Magazine               | A              |
| Tom Hull                      | A-             |

《Monster Movie》는 1969년 8월 뮤직 팩토리와 리버티 레코드가 발매한 독일의 록 밴드 캔의 데뷔 스튜디오 음반이다.

## 배경 및 녹음
1968년 캔은 《Pready to Meet Thy PNOOM》이라는 제목의 음반을 프로듀싱했지만, 어떤 음반 회사도 발매에 동의하지 않았다(녹음은 결국 1981년 《Delay 1968》의 일부로 음반으로 발매되었다). 《Monster Movie》는 캔이 좀 더 접근하기 쉬운 음반을 만들기 위한 시도였다. 이 음반은 보컬리스트 맬컴 무니가 제안하고 민주주의 투표에 의해 채택된 이름인 "The Can"의 공로를 인정받았다. 이전에 밴드는 "이너 스페이스 (Inner Space)"로 알려졌고, 나중에 그들의 목적으로 만들어진 녹음 스튜디오의 이름이 되었다. 음반의 일부 복사본에는 "Made in a castle with better equipment"이라는 부제가 붙어 있는데, 이는 이 밴드가 1968년부터 1969년까지 녹음한 노르트라인베스트팔렌주의 14세기 성인 슐로스 쾨르베니히를 가리킨다.
커버의 이미지는 1966년 공개된 마블 코믹스의 토르 134화, 3페이지에서 잭 커비가 묘사한 대로 갤럭투스의 역행이다.

## 내용
《Monster Movie》는 사이키델릭 록, 블루스, 프리 재즈, 월드 뮤직, 그리고 다른 스타일의 요소들을 한데 모았는데, 특히 벨벳 언더그라운드가 오프닝 트랙인 〈Father Can Yell〉에서 분명한 영향을 받았다. 사운드의 즉흥, 실험, 편집 및 레이어링 사용은 1970년대 초 캔의 후속 음반의 표준을 세웠는데, 이는 영국 음악 언론에 의해 "크라우트록"이라고 불리는 자유분방한 아방가르드 스타일의 정석이었다. 20분짜리 잼 〈Yoo Doo Right〉는 6시간짜리 녹화에서 조금 줄였고, 〈Mary, Mary So Contrary〉의 가사는 인기 영어 동요인 〈Mary, Mary, Quite Contrary〉를 발췌했다.
《Monster Movie》는 1986년 말 녹음되어 1989년에 발매된 《Rite Time》까지 맬컴 무니가 모든 보컬을 공연한 마지막 캔 음반이다.

## 곡 목록
모든 곡들은 홀거 추카이, 미하엘 카롤리, 야키 리베차이트, 이르민 슈미트 그리고 맬컴 무니에 의해 작사/작곡하였다.
| #  | 제목                       | 재생 시간 |
| -- | -------------------------- | --------- |
| 1. | 〈Father Cannot Yell〉     | 7:06      |
| 2. | 〈Mary, Mary So Contrary〉 | 6:21      |
| 3. | 〈Outside My Door〉        | 4:11      |

| #  | 제목              | 재생 시간 |
| -- | ----------------- | --------- |
| 4. | 〈Yoo Doo Right〉 | 20:27     |